# Universidade Autónoma de Querétaro
A Universidade Autônoma de Querétaro (UAQ) é a faculdade com os mais altos níveis de qualidade no estado de Querétaro, no México foi fundada em 24 de fevereiro de 1959 após o encerramento do Antiguo Colégio Civil, obteve autonomia em 5 de fevereiro de 1959 . Sua missão é "participar de forma positiva no desenvolvimento do Estado de Querétaro e do país através da oferta de educação em seus diferentes tipos e formas de ensino e nível de ensino superior."
Possui campus em torno do estado. O campus principal está localizado no bairro de Cerro de las Campanas, mas existem campi é Amealco, Cadereyta, Juriquilla, nas cidades de Jalpan de Serra e de San Juan del Río.

## História
A Universidade de Querétaro agora na Universidade Autónoma de Querétaro foi fundada em 1951, após o encerramento da escola pública. Octavio Mondragón, então governador de Querétaro, ajudou a fundar a universidade, sob a forma de uma escola de segundo grau ou ensino médio, logo após veio a escola de direito e escola de engenharia. Em 1952, a escola de química e da escola de enfermagem foram inauguradas. Em 1953, o instituto de belas artes foi formado, e em 1954 a escola de comércio começou.
Em, 5 de fevereiro de 1959, a universidade foi declarada autônoma. Em 1967, a faculdade de psicologia e da escola de línguas modernas foram criadas. O Cerro de las Campanas Campus tornou-se o campus principal, em dezembro de 1973. Em 1978, a faculdade de medicina foi fundada, em 1984 sociologia, 1985 veterinária, em 1978 ambas da faculdade de informática ou ciência da computação e da faculdade de filosofia.

## Oferta Educativa
| Facultad                      | Licenciatura | Mestrado | Doutorado                                                   | Especialidades |
| Filosofia                     | - Licenciatura em Antropologia - Licenciatura em Historia - Licenciatura em Filosofia | - Mestrado em Antropologia - Mestrado em Historia - Mestrado em Filosofia |                                                             | |
| Belas Artes                   | - Licenciatura em Artes Visuais - Licenciatura em Artes Cênicas | - Mestrado em Artes Cênicas |                                                             | |
| Informática                   | - Engenharia da Computação - Licenciatura em Informática - Engenharia em Software - Engenharia em Telecomunicação                                                                         | - Mestrado em Engenharia de Software Distribuído - Mestrado em Sistemas de Informação: Gestão e Tecnologia |                                                             | |
| Ciências Naturais             | - Licenciatura em Biologia - Licenciatura em Medicina Veterinária e Zootecnia - Licenciatura em Nutrição                                                                                  | - Mestrado em Ciências (Recursos Bióticos) - Mestrado em Gestão Integrada de Cuencas - Mestrado em Nutrição Humana | - Doutorado em Ciências                                     | - Gestão Integrada de Bacias Hidrográficas - Produção de Suínos |
| Engenharia                    | - Licenciatura Desenho Industrial - Licenciatura Matemática Aplicada - Engenharia Agroindustrial - Engenharia de Automação - Engenharia Civil - Engenharia Eletromecânica                 | - Mestrado em Ciências - Ciências da Engenharia Biossistemas - Ciências de Avaliação - Didática de Matemáticas - Mestrado em Engenharia da Qualidade - Mestrado em Engenharia de Estradas - Matemáticas Aplicadas - Sistemas de Transporte e Distribuição de Carga | - Doutorado em Engenharia - Doutorado Direito de Engenharia | |
| Ciências Políticas e Sociais  | - Ciências Políticas e Administração Pública - Comunicação e Jornalismo - Sociologia | - Mestrado em Ciências Sociais |                                                             | - Desenvolvimento Comunitário |
| Línguas e Letras              | - Licenciatura em Línguas Modernas (Inglês, Francês, Espanhol) | - Mestrado em Linguística - Mestrado em Literatura Contemporânea do México e da América Latina | - Doutorado em Linguística                                  | |
| Contabilidade e Administração | - Licenciatura em Administração - Licenciatura em Economia Empresarial - Licenciatura em Gestão e Desenvolvimento de Empresas Sociais - Licenciatura em Negócios e Comércio Internacional | - Mestrado em Gestão da Tecnologia - Mestrado em Administração - Mestrado em Impostos - Mestrado en Administração de Negócios Internacionais TLC-NA | - Doutorado em Administração                                | |
| Medicina                      | - Médico Geral - Odontologia | - Mestrado em Ciências da Saúde - Mestrado em Geriatria - Mestrado em Saúde Pública | - Doutorado em Ciências da Saúde                            | - Anestesiologia - Medicina Familiar - Medicina Interna - Pediatria - Ginecologia e Obstetrícia - Cirurgia Geral - Endocrinologia - Ortodontia - Odontopediatria - Traumatologia e Ortopedia - Urgências Médico-Cirúrgicas |
| Direito                       | - Licenciatura em Direito - Licenciatura em Criminologia | - Mestrado em Administração Pública Estatal e Municipal - Mestrado em Direito | - Doutorado em Direito                                      | - Direito Constitucional e Amparo - Direito Corporativo - Direito do Trabalho - Direito Fiscal - Direito Notário - Direito Penal - Direito Privado                                                                         |
| Psicologia                    | - Licenciatura em Psicologia Clínica - Licenciatura em Psicologia Educativa - Licenciatura em Psicologia Social - Licenciatura em Psicologia do Trabalho                                  | - Mestrado em Ciências da Educação - Mestrado em Desenvolvimento e Aprendizagem Escolar - Mestrado em Psicologia Clínica - Mestrado em Psicologia do Trabalho - Mestrado em Psicologia Social                                                                      | - Doutorado em Psicologia e Educação                        | - Especialidade em Educação e Aprendizagem Escolar |
| Enfermagem                    | - Licenciatura em Enfermagem - Licenciatura em Enfermagem na Modalidade a Distância - Licenciatura em Educação Física e Ciências do Esporte - Licenciatura em Fisioterapia                | - Mestrado em Ciências de Enfermagem na Modalidade a Distância |                                                             | Especialidade em Saúde Laboral |
| Química                       | - Química Agrícola - Química Farmacêutica Bióloga - Engenharia Química Ambiental - Engenharia Química em Materiais - Engenharia Química em Alimentos - Licenciatura em Biotecnologia      | - Mestrado em Ciências Ambientais - Mestrado em Ciência e Tecnologia de Alimentos | - Doutorado em Ciências dos Alimentos                       | - Especialidade em Bioquímica Clínica - Especialidade em Instrumentação Analítica |